# Vladimir Platonovitj Sukatjov
Vladimir Platonovitj Sukatjov, (ryska: Владимир Платонович Сукачёв), född 14 juli 1849 (g.s.) i Irkutsk i Sibirien i dåvarande Ryska imperiet, död 2 januari 1920 i Bachtjysaraj i det av vita styrkor under det ryska inbördeskriget behärskade Krim, var en rysk borgmästare, publicist och filantrop.
Vladimir Platonovich Sukatjov föddes som son till regeringstjänstemannen Platon Petrovich Sukatjov (1801–1878) och Agrafena Nikanorovna (1820–1850), som tillhörde en rik sibirisk köpmannafamilj. Han studerade juridik vid Sankt Petersburgs universitet och naturvetenskap vid Kievs kejserliga universitet Sankt Vladimir. Han utexaminerades 1871 och arbetade som biolog i Lillryssland. Han återvände i början av 1880-talet till Irkutsk med sin fru Nadezhda Dolzhenkova och sina två söner Boris och Platon. Familjen fick senare två barn till.
År 1885 inträdde Sukatjov i Irkutsk kommunfullmäktige valdes till borgmästare i Irkutsk. Han omvaldes 1889 och 1894. Han ledde därmet staden Irkutsk under tolv år till 1898. Under hans tid organiserades en frivillig brandkår och telefonkommunikation, samtidigt som elektrisk belysning, vattenförsörjning och avloppssystem förbättrades och den första pontonbron över Angara invigdes 1891.  
Under de sista åren av sitt liv bodde han i Sankt Petersburg och engagerade sig som publicist. Under det ryska inbördeskriget flyttade han till Bachtjysaraj i det av Vita armén behärskade Krim.

## Filantropi
Sukatjov donerade pengar för byggandet av en stadsteater i Irkutsk och engagerade sig i sociala inrättningar och i att främja naturvetenskaplig forskning. Arten gansufnittertrast (Ianthocincla sukatschewi) har sitt namn efter honom.
Han har blivit mest känd för tillskapandet av Irkutsks konstgalleri, som har utvecklats till dagens Irkutsks regionala konstmuseum. Han gjorde sina första förvärv av målningar under studietiden vid Kievs universitet. I mitten av 1870-talet ställde han ut konstverk ur sin samling i Irkutsk. Han lät efter återkomsten till Irkutsk anpassa en av byggnaderna på sin gård till offentligt tillgängligt konstgalleri. Han donerade senare sin konstsamling till staden.

## Bildgalleri

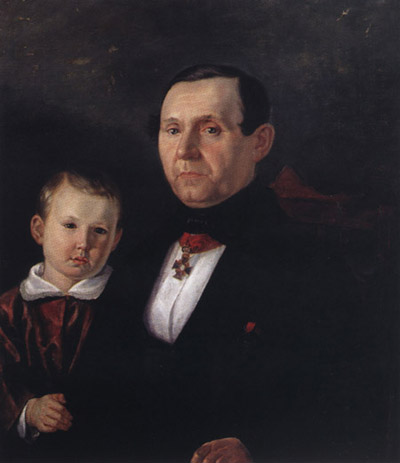
Porträtt av Vladimir Platonovitj Sukatjov och hans far Platon Petrovitj Sukatjov, 1854. Målning av Mikhail Ivanovitj Peskov (1834-1864).
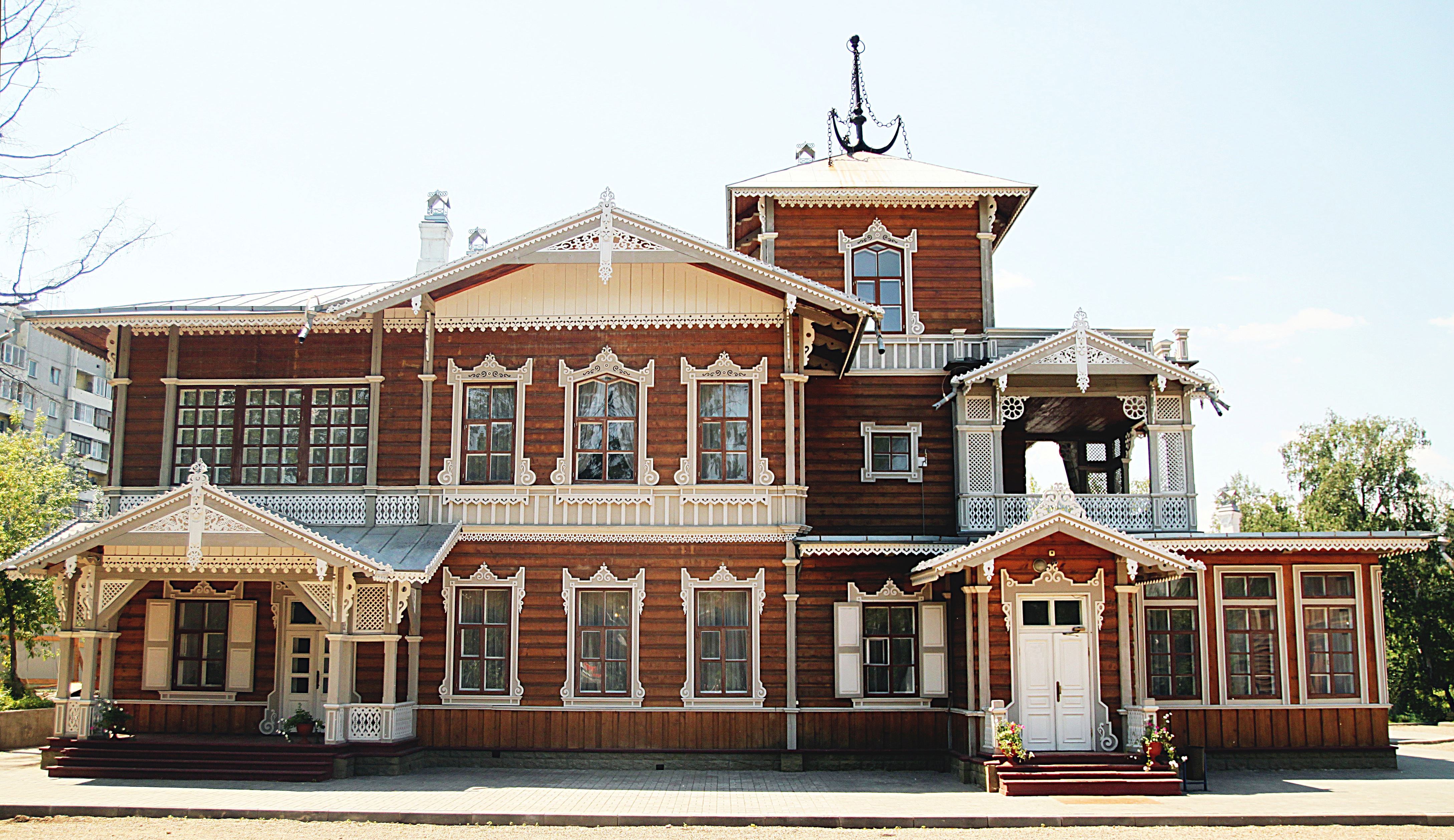
Vladimir Platonovitj Sukatjovs gård i Irkutsk, numera del av Irkutsks regionala konstmuseum